# Massinet Sorcinelli
Massinet Sorcinelli (São Paulo, 27 de fevereiro de 1922 – , 12 de agosto de 1971) foi um jogador brasileiro de basquetebol. 
Jogou basquetebol pelo Clube Esperia de São Paulo.
Integrou a seleção brasileira, onde conquistou seu primeiro título, no Sul-Americano de 1945, no Equador. Três anos depois obteve a medalha de bronze nas Olimpíadas de 1948 em Londres, a primeira da história do país em esportes coletivos.
Nos Jogos Pan-Americanos de 1951 em Buenos Aires, também obteve um terceiro lugar.
Massinet marcou 55 pontos em 17 jogos pela seleção brasileira em competições oficiais.